# لئو رابین
لئو رابین (انگلیسی: Leo Robin؛ ۶ آوریل ۱۹۰۰ – ۲۹ دسامبر ۱۹۸۴) آهنگساز، موسیقی‌دان و ترانه‌سرای اهل ایالات متحده آمریکا بود.
او در سال ۱۹۳۸ میلادی، برندهٔ جایزه اسکار بهترین ترانه شد.
از فیلم‌ها یا مجموعه‌های تلویزیونی که وی در آن‌ها نقش داشته است، می‌توان به سنکپ و سفرهای گالیور اشاره نمود.